# Big River (Saskatchewan)
Big River is een plaats (town) in de Canadese provincie Saskatchewan en telt 728 inwoners (2006).